# ノビリアリー・パーティクル
西洋諸語では、家系が貴族に属することを示す、ノビリアリー・パーティクル（英語: nobiliary particle、「貴族の小辞」の意）と呼ばれる不変化詞が苗字に付されることがある。国や言語や時代によって、どの品詞が使われるかは異なり、ある言語で貴族を表す不変化詞が他の言語では多くの苗字に使用される通常の接置詞であることもある。通常の不変化詞とは異なる綴りを使用することでノビリアリー・パーティクルであることを明確にしている国もあればそのような区別もなく曖昧のままの場合もある。また、日常会話などの特定の文脈では、省略される時もある。

## デンマーク・ノルウェー

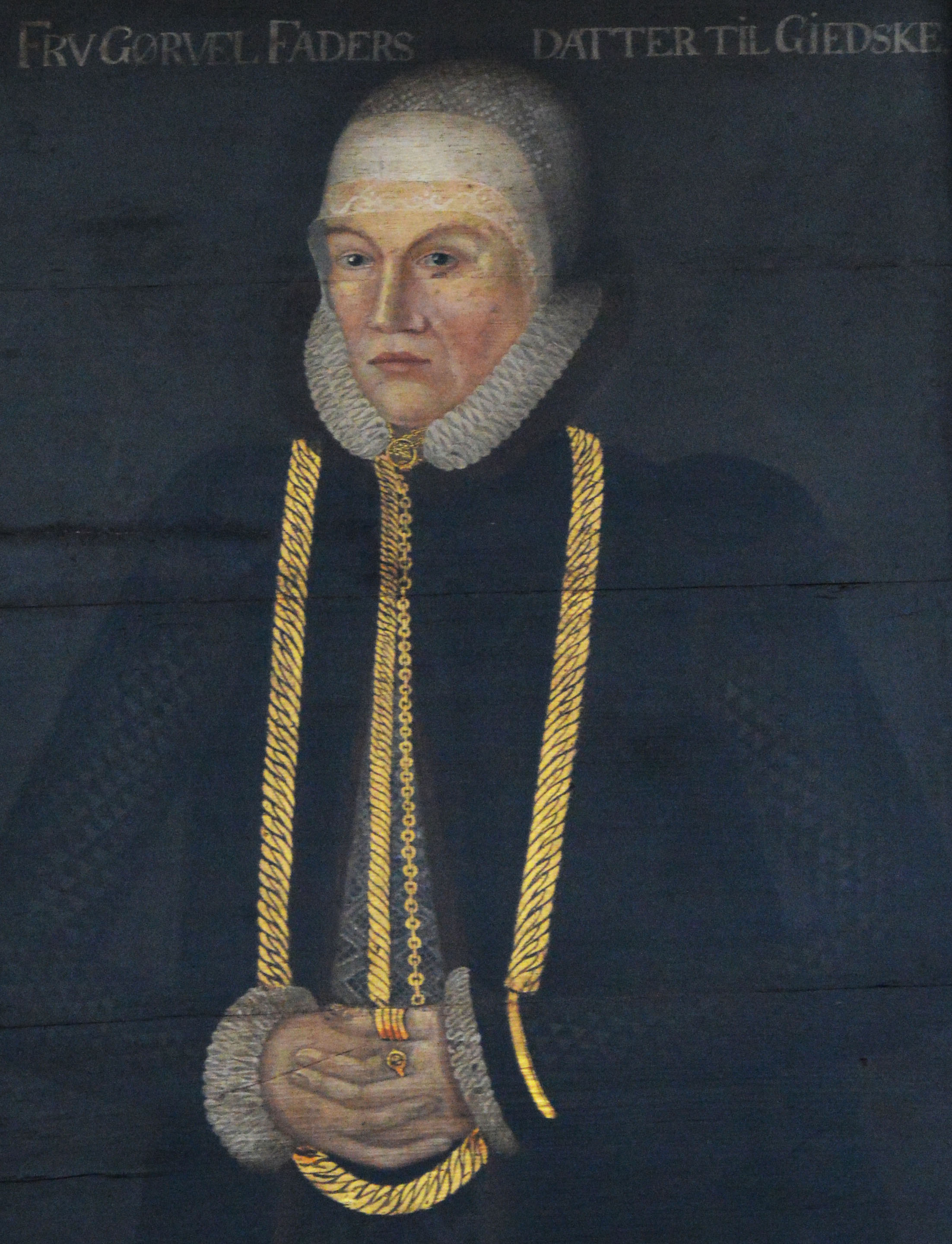
16-17世紀の女領主Görvel Fadersdotter（1517–1605）の肖像。絵の上部に「Fru Gørvel Fadersdatter til Giedske」と記されている

デンマーク・ノルウェーでは、貴族の姓であることを表す不変化詞と、個人の居住地を表す前置詞という、二つの異なる貴族の姓名であることを示す表記がある。
af 、 von 、 de のような英語のofにあたるノビリアリー・パーティクルは、苗字の一部として結合している。これらの不変化詞を苗字に使うことは、貴族の特権という訳ではなかったが、使っているのはほとんどは貴族の家名であった。特に17世紀後半から18世紀にかけて、新しく貴族に叙せられた家はこうした不変化詞を苗字に含めることが多かった。例としては、de Gyldenpalm家やvon Munthe af Morgenstierne家などがある。
一方で、これらの不変化詞が含まれる苗字であっても、諸外国から移住してきた人々の子孫を中心に、貴族でない家も存在する。例としては、von Ahnen家、von Cappelen家、von der Lippe家、de Créqui dit la Roche家などがある。
こうした不変化詞とは別に、til（ドイツ語のzuに相当）という前置詞も、その者が貴族であることを示すものである。これは、居住地を示しており、その者のフルネームの後ろに記される。例としては、Sigurd Jonsson til Sudreimなどがそれにあたる。

## フランス
多くのフランス貴族（および、ノルマン・コンクエストの結果生まれたイングランド貴族の一部）では、de（ド）という不変化詞と土地の名前（nom de terre）の組み合わせが貴族であることを示す印となっている。ただし、全ての貴族がこの不変化詞を持つわけではない。例としては、ルイ13世・ルイ14世に仕えた大法官Pierre Séguierの名前にはdeは付かない。また、フランス語の文法規則に従ってdeも変化する。例えば、その土地の名前が定冠詞の付く男性名詞であった場合はdeと定冠詞leが結合しdu（デュ）となる。その土地の名前が母音で始まる場合、d ' となり連音で発音する。例としては、オルレアン朝のフランス王ルイ・フィリップの息子Ferdinand d'Orléans（フェルディナン・ドルレアン）などが挙げられる。その土地の名前が複数形であればdeと定冠詞 lesが結合しdes（デ）となる。
歴史的に見ると、この不変化詞は必ずしも貴族であることの証明であったわけではなかった。貴族の名乗りはescuyer（ラテン語のdapiferに相当、「従士」の意）や、それより上位のchevalier（ラテン語のmilesに相当、「騎士」の意）であった。そして騎士はmonseigneurやmessire（ラテン語のdominus、英語のsirに相当、「ご主人様」の意）と言った尊称で呼ばれることでその身分を示していた。例としては、monseigneur Bertrand du Guesclin, chevalier（モンセニョール・ベルトラン・デュ・ゲクラン・シュヴァリエ、騎士ベルトラン・デュ・ゲクラン卿） などである。
16世紀になると、フランスの貴族の姓の多くは、前置詞deの後ろに父称・称号・土地の名前などを組み合わせたもので構成されるようになっていった。例としては、Charles Maurice de Talleyrand-Périgord（シャルル・モーリス・ド・タレーラン-ペリゴール）などである。この頃から不変化詞を使う苗字は、その者が貴族であることを示すものとなっていった。だが、王政が崩壊した後は、deを使う貴族の苗字は不変のものではなくなった。例えば、フランス大統領Valéry Giscard d'Estaing（ヴァレリー・ジスカール・デスタン）は父のエドモン・ジスカールの代に妻の実家であるエスタン家の家督を継承し、ジスカールデスタン家を名乗るようになったという例が挙げられる。
なお、それ以前の18世紀から19世紀ころにも既に、多くの中流階級の家系は、貴族でないにもかかわらずdeを名乗っていたこともあった。例としては、フランス革命期の政治家Maximilien de Robespierre（マクシミリアン・ド・ロベスピエール）の家は、貴族ではないが代々deを名乗っていた 。また、貴族ではないが不変化詞deを使う苗字は、一単語のように綴る場合もある（例としては、Pierre Dupontなど）が、一方で貴族ではないがdeをそのまま苗字に留めている名前も珍しくない。

## ドイツ・オーストリア
ドイツやオーストリアにおいては、von（「～より出た」の意）やzu（「～を領す」の意）が、貴族の姓の前に置かれる。例としては、18~19世紀の博物学者Alexander von Humboldt（アレクサンダー・フォン・フンボルト）や三十年戦争期の軍人Gottfried Heinrich Graf zu Pappenheim（ゴットフリート・ハインリッヒ・グラーフ・ツー・パッペンハイム）などが挙げられる。また、vonとzuは同時に名乗ることも可能である。例としては、現リヒテンシュタイン侯Johannes Adam Ferdinand Alois Josef Maria Marko d'Aviano Pius von und zu Liechtenstein（ヨハネス・アダム・フェルディナント・アロイス・ヨーゼフ・マリア・マルコ・ダヴィアーノ・ピウス・フォン・ウント・ツー・リヒテンシュタイン）が挙げられる。
また、場合によっては、より細かく家系を区分するために、vonやzuに加えてauf（アウフ）を苗字に入れて現在の居住地を示すこともある。
ただし、全ての貴族が不変化詞を使用しているわけではない。ドイツ最古の貴族ウアアーデルに数えられる家系やその他の古い貴族の家名にも、vonやzuが含まれていないものはしばしば存在する。例としては、Grote（グローテ）家, Knigge（クニッゲ）家、Vincke（フィンケ）家などである。逆に、後述するオランダのvanのように、接頭辞vonが付くにもかかわらず貴族でない家名も2~300ほど存在する。特にドイツ北西部（ブレーメン、ハンブルク、ホルシュタイン、ニーダーザクセン、シュレスヴィヒ、ヴェストファーレン）やドイツ語圏のスイスでは、vonを名乗る非貴族の家名はよく見られる 。一方で、オーストリアやバイエルンでは、19世紀にvonを含む非貴族の苗字は他の語の一部に統合するよう改められた。例としてはvon Werden（フォン・ヴェルデン）家はVonwerden（フォンヴェルデン）家に改められることになった 。

## ハンガリー
ハンガリーはオーストリア・ハンガリー帝国など長らくハプスブルク家の支配地域の一部であったが、ハンガリーの貴族はオーストリア貴族とは異なりdeを使う場合もあった。これはハンガリー語では特に意味はなく、フランス語やラテン語からの借用だと考えられている。

## ポルトガル
中世盛期のころから、現在のポルトガルを中心とした西イベリアの貴族は、これまでの父称を苗字として使用していたのに加え、自らの所有する荘園の名前や場合によっては渾名などを付け加えるようになった。例としては、11世紀のソウザ領主であるゴメスの息子エガスは、Egas Gomes de Sousa（エガス・ゴメス・デ・ソウザ）を名乗っている。カスティーリャ王アルフォンソ10世の息子フェルナンドは生まれつき毛むくじゃらのほくろがあったため、Fernando de la Cerda（フェルナンド・デ・ラ・セルダ、「剛毛のフェルナンド」の意）と呼ばれ、彼の子孫はデ・ラ・セルダを苗字として名乗るようになった。しかし、15～16世紀ごろにはこれらの姓は、一般の人々の間でも使われるようになっていった。そのため、ポルトガル語圏におけるdeは必ずしも貴族の家系であることを意味していない。
さらに言えば、ポルトガルにおいて貴族として認められるには父方・母方の両祖父母4人ともに貴族であることが必要であり、苗字に特定の不定冠詞が含まれているか否かは無関係である。
貴族にも非貴族にも多くの場合同一の苗字が存在するため、ポルトガル人は苗字から貴族であるかどうかを判断することは難しい。16世紀初頭、都市民の紋章を消滅させたマヌエル1世の改革により、個人あるいは家の紋章を持てる者は貴族や聖職者に制限された。ただしポルトガルの貴族は紋章の持ち主に限定されるわけではなく、当時も現在も、多くのポルトガルの貴族は紋章を持っていない。
前述の通り、deやその他の正書法のdo、dos、da、dasなどの前置詞が名前に使われているかどうかは、フランスのように貴族であるかどうかを示していない。ポルトガルの現代の法律では、身分証明書に記された名前にそれらの前置詞が含まれているか否かに関わらず、署名の際に自分の名前に前置詞を入れる権利、自分の名前から前置詞を省略する権利が認められている。実際、ポルトガル語の命名法では、冠詞と前置詞は単なる装飾とみなされている。例えば、João Duarte da Silva dos Santos da Costa de Sousaという名前の人物は、斜体で示した前置詞を全て省略してJoão Duarte Silva Santos Costa Sousaと署名することも法的に認められている。しかし、ポルトガルの貴族は、通常は前置詞は先頭に一つだけ使用し、苗字の最後の単語の前にe（英語のandに相当）を付けて前置詞を繰り返さないようにする。つまり、先ほどの例で言えば、João Duarte da Silva Santos Costa e Sousaと署名するのが伝統的でありまた品位のある署名とみなされている。この場合のeは、最初のdaを除く苗字に含まれる全ての前置詞を置き換えるものなので、前置詞なしで使用することはできない。この規則の例外は、eで結びつけられた重複した苗字でのみ現れる。たとえば、Diogo Afonso da Conceição e Silva（名前と母親の重複した苗字）Tavares da Costa（父親の重複した苗字）などと言うように、母親の苗字が父親の苗字の前にある場合である。
19世紀以後、ポルトガルの貴族は称号を苗字として示すのが慣習となった。例としては、第11代カダヴァル女公である著述家Diana Mariana Vitória Álvares Pereira de Melo はDiana de Cadaval（ディアナ・デ・カダヴァル）と称している。ただし、この社会的慣習は旧ポルトガル王室には適用されていない。

## スペイン
スペインでは、de（デ）が2つの異なる形式でノビリアリー・パーティクルとして使用されている。一つ目は、「父称 de 地名」式である。例としては、15世紀の将軍のGonzalo Fernández de Córdoba（ゴンサロ・フェルナンデス・デ・コルドバ）、14世紀の年代記作家・詩人のPero López de Ayala（ペロ・ロペス・デ・アヤラ）、欧州人として初めて太平洋に到達した探検家のVasco Núñez de Balboa（バスコ・ヌーニェス・デ・バルボア）、その他多くのコンキスタドールなどが挙げられる。もう一つは、苗字全体の前に不変化詞deを置く形式である。この形式はフランスのものとも似ているが、より曖昧である。というのも、特に貴族と関係しない単なる前置詞としてのdeと綴りの上で区別がないからである。例えば、De la Rúa（デ・ラ・ルーア、「通りの」の意）やDe la Torre（デ・ラ・トーレ、「塔の」の意）などがそれにあたる。父称を含まないノビリアリー・パーティクルとしてのdeの例としては、16世紀の初代サンタ・クルス侯爵Álvaro de Bazán（アルバロ・デ・バサン）、コンキスタドールのHernando de Soto（エルナンド・デ・ソト）などが挙げられる。フランス語とは異なりスペイン語にはエリジオンがないため、苗字が母音から始まったとしても、一部の例外を除いて縮約はほとんど起こらない。例外としては、パナマシティを建設したPedro Arias Dávila（ペドロ・アリアス・ダビラ）などがいる。その他の例外としては、deの後に定冠詞elがくる場合はdelに縮約される場合もある。例としては16世紀の詩人Baltasar del Alcázar（バルタザール・デル・アルカサル）などが挙げられる。
1958年から現在まで施行されているスペインの名前に関する法律では、苗字に新しくdeを追加することは基本的に認められていない。ただし、例外として、 苗字であるか名前であるか誤解を招きかねないような場合に限って新しくdeを苗字の前に追加することが認められている。紋章は何世紀にもわたって貴族身分によってのみ合法的に担われていたので、紋章記述と関連付けられているかどうかというのが名前から貴族であるかどうかを判断する決定的な証拠となる。 
なお、ハイフン（-）でつながれた二つの名前で構成される苗字は、両方の家系に同等の重要性があるということを示すものであり、その家が貴族であることを示すものではない。たとえば、Suárez-Llanos（スアレス=リャノス）などという苗字があったとしてもその家が貴族であるとは限らない。

## スイス
スイスでは、そのカントンの起源によってdeや vonが使われている。ロマンス諸語圏から成立したところではdeが、ドイツ語・アレマン語圏から成立したところではvonがそれぞれ使われている。

## イギリス

### イングランドおよびウェールズ
中世において、ラテン語・フランス語由来のde（ド）や、同じ意味の英語であるof（オブ）は、イングランドやウェールズにおいてしばしば名前に使われていた。例としては、Simon de Montfort（シモン・ド・モンフォール）やRichard of Shrewsbury（リチャード・オブ・シュルーズベリー）などが挙げられる。ただし、deの使用に関してはしばしば誤解を受けるが、ほとんどの場合deが使われるのはラテン語やフランス語で書かれた文書上においてである。当時、英語に翻訳する際に、deはofに変換されることもあれば、省略されることもあり、英語でそのまま使用されることはめったになかった。 また、deとofのどちらも単に出身地を表すために使用されることも多く、特に貴族の名前に限ったことではなかった。そのため、イングランドとウェールズにおいてはどちらの語もそれ自体が貴族の称号であると見なされてはいなかったということも重要な点である。
しかし、本来は特に貴族であることを示すものではなかったにもかかわらず、deやofといった語が入る苗字は貴族と関連付けられて捉えられることもあった。例としては、1841年10月8日、Thomas Trafford（トマス・トラフォード）が初代トラフォード準男爵に叙せられた際、ヴィクトリア女王は次のような認可状を出している。
「トマス・ジョセフ・トラフォード卿……彼は今後先祖の名を取り戻し、Traffordと名乗る代わりにDe Traffordと名乗り、その名が使われていくことになろう」
"Sir Thomas Joseph Trafford ... that he may henceforth resume the ancient patronymic of his family, by assuming and using the surname of De Trafford, instead of that of 'Trafford' and that such surname may be henceforth taken and used by his issue."
この苗字の英語化はおそらく15世紀ごろに起こり、その家がどの地から起こったかを示すノルマン系の語deは、イングランドにおいて多くは失われることになった。このような先祖の苗字の回復というのは、19世紀英国におけるロマン主義的な流行であり、これがdeという語は貴族であることを示しているという誤解を助長することにもなった。
また、イングランドやウェールズにおいてもスペインと同様に、ハイフン（-）で二つの名前が結合した苗字も必ずしも貴族であることを示すとは限らない。 例としては、ウェールズの苗字であるRees-Jones（リース・ジョーンズ）は貴族の苗字ではない。また、すべての二重姓にハイフンが必要なわけでもない。例としては、建築家Henry Beech Mole（ヘンリー・ビーチ・モール）のBeech Moleは二重姓だがハイフンは入らない。
しかし、歴史的に英国においては、このような複合姓は血統や社会的地位を指し示していることが多かったのも事実であり、ハイフンで結ばれた苗字は貴族やジェントリと結びついていたことも確かである。その理由は、嫡流が途絶えた貴族の家名を残すためであった。そのような事態になった場合、その家系の最後の当主は遺言書を通してその家の"name and arms（名前と紋章）"を残された財産とともに親戚の女系の男子に譲り、譲られた側はその名を継ぐための国王の許可を申請する、という手順が取られた。なお、申請者の母がheraldic heiress（ヘラルディック・エアレス。紋章を継ぐべき男性がいない場合に将来男児に継承させることを見越して紋章を受け継ぐ女子のこと）である場合も同様に国王の認可を受けることができるが、これはあまり一般的ではなかった。
複合姓の例としては、第二次大戦時の英国首相Sir Winston Spencer-Churchill（サー・ウィンストン・スペンサー・チャーチル）が挙げられる。彼の苗字は二つの家系の子孫であることを示している。一つはSpencer（スペンサー）家であり、スペンサー伯爵などの爵位を受け継ぐ名門貴族である。もう一つはChurchill（チャーチル）家であり、スペイン継承戦争で活躍した将軍ジョン・チャーチルから始まる家系である。ジョン・チャーチルには成人した男児がなかったため、娘婿の実家であるスペンサー家がその家督を継いだが、ジョン・チャーチルの曾孫の代に国王の許可を得てSpencer-Churchillに改名している（なお、明文化された指定はなかったため、英雄ジョン・チャーチルを想起させるスペンサー・チャーチルをあえて家名としたが、通常は男系の家名の方が最後に配置されるので、この家名は例外的である）。
なお、名門貴族の場合、時には三つ以上の苗字が複合した姓になる場合もある。例としては、現在ロンドンデリー侯爵位を受け継ぐ家系はVane-Tempest-Stewart（ヴェイン・テンペスト・ステュワート）家という三重姓である。19世紀にバッキンガム・シャンドス公爵位を受け継いでいた家系はTemple-Nugent-Brydges-Chandos-Grenville（テンプル・ニュージェント・ブリッジス・シャンドス・グレンヴィル）家という五重姓であった。
しかしながら、現代の英国では、中流・下層階級の家族においても結婚の際に名前をハイフンでつなぐことが多くなったため、複合姓と貴族との相関関係は弱まりつつある。2017年の調査によると、18〜34歳の人口統計上の新婚夫婦の11％が複合姓となっている。
現代、英国では大陸諸国とは異なりノビリアリー・パーティクルはほとんど使用されていない。それよりも一般的なのはterritorial designation（テリトリアル・デジグネイション、「領地の指定」の意）あり、こちらがほぼ同義として使用されている。

### スコットランド
スコットランドにおいては、厳密にはノビリアリー・パーティクルは存在しないが、of（オブ）の語がterritorial designation（テリトリアル・デジグネイション）として長く使われてきた。この用法では、例えば、Aeneas MacDonell of Glengarry（イニーアス・マクドネル・オブ・グレンガリー）などといったように、家の苗字に続いてofと地名が並ぶことになる。もし、苗字と地名が同一である場合は、ofの後に"that Ilk"（「その同類」の意）が続くこともある。例えば、 Iain Moncreiffe of that Ilk（イアン・モンクリーフ・オブ・ザット・イルク）などいうようになる。
テリトリアル・デジグネイションの承認は、スコットランドではロード・ライアン・キング・オブ・アームスによって管轄され、その者の生まれた、あるいは何らかの関係のある、一般的に町の一部を形成していない農村地域が付与される。ロード・ライアンは、テリトリアル・デジグネイションが認められるためには、「しっかりと証明された名前が付けられたかなりの領域の土地の所有権、つまり、「地所」、あるいは農場、または少なくとも5エーカー以上に及ぶ庭園を持った家の所有権（"ownership of a substantial area of land to which a well-attested name attaches, that is to say, ownership of an 'estate', or farm or, at the very least, a house with policies extending to five acres or thereby"）」が必要であるとしている。この場合のテリトリアル・デジグネイションは、苗字の不可分な部分であると見なされ、それ自体が必ずしも歴史的な封建貴族であることを示すわけではないが、テリトリアル・デジグネイションは通常、先祖の身分にかかわらず下級貴族身分を与えるものとみなされるスコットランドにおける紋章（Scottish coat of arms）の許可とともに与えられるものと認識される。テリトリアル・デジグネイションを受ける権利は、紋章を帯びる権利を持たない者にも存在する可能性があるが、この権利は公式な承認を受けるまで有効にならない。 1945年から1969年にロード・ライアンを務めたThomas Innes of Learneyは、「これらの領地および主な名前の認可には、単なる臆説では不十分である（"mere assumption is not sufficient to warrant these territorial and chiefly names"）」と述べている。スコットランドのテリトリアル・デジグネイションを受ける者はFeudal Baron（封建領主）かChief（氏族長）やChieftain（支族長）、Laird（レアード。lordと同義、「地主」の意）もしくはそれらの子孫のいずれかとなる 。ロード・ライアンはテリトリアル・デジグネイションを決定する最終裁定者であり、名乗りや称号などの身分を認める裁量権はスコットランドの裁判所において承認されている。会話や書簡において、レアードは正確に彼の所有地の名前（特にローランド地方では顕著）や称号とともに呼称される。例としては、スコットランド女王メアリー・ステュワートに仕えたWilliam Maitland of Lethington（ウィリアム・メイトランド・オブ・レシントン）であれば、LethingtonあるいはMaitland of Lethingtonと称される。

## その他の国
その他の多くの言語においてもノビリアリー・パーティクルは存在する。しかし、それは必ずしも貴族身分であることの証という訳ではないため、それらの使用は誤解の原因となることもある。例としては次のようなものがある。
- ラテンアメリカ諸国
  - ブラジルは、1889年までと南米諸国の中では長期にわたって君主制が維持されたため、貴族身分の区別も比較的残っている。 ブラジルの貴族制度はポルトガルのそれを基盤としているが、ブラジル帝国の爵位はポルトガルのとは異なり、基本的には一代のみであり継承はできず、複数の世代にまたがって与えられる称号も一部の例外を除いてなかった。また、ブラジル帝国の貴族には財政的・土地的な特権は与えられなかった。ブラジル皇帝家を除けば、栄誉や身分以外には貴族と非貴族との間の違いはほとんどなかった。詳細はen:Brazilian nobilityを参照。
  - スペイン本国以外のスペイン語圏の国々では、不変化詞deは特に法的な意味を持たずに使用されていた。メキシコ帝国のような短命に終わった一部の例外を除けばイスパノアメリカ諸国は独立後ことごとく共和制を採用したため貴族制度も廃止された（メキシコの貴族制についての詳細はen:Mexican nobilityを参照）。ラテンアメリカ諸国の名前に関する法律は国によって異なるが、時折貴族風の名前に改名することが許されている場合もある。例としては、国連事務総長を務めたペルーのJavier Pérez de Cuéllar（ハビエル・ペレス・デ・クエヤル）は、父Ricardo Pérez de Cuéllarの代に名前の最後であるPérezを苗字の一部にし、他のCuéllar姓と区別できるように改名している。
- アラビア語圏では、アラビア語の定冠詞であるالـ（アル。レバノンやパレスチナなどではエル）が付く苗字が多い。しかしこれは先祖の名や出身地などを基にして付けられるものなので、必ずしも貴族の名前であるとは限らない。中東地域の貴族はその文化的背景によって出自も大きく異なっている。 例としては、現ヨルダン王家のハーシム家は預言者ムハンマドに連なる家系であることを示す家名だが、オスマン帝国時代に重用されたギリシア正教系のسرسق（Sursuck）家、フランスとのつながりで栄えたマロン派教会系のآل الخازن（El Khazen）家など、その家名も様々な種類がある。
- イタリアでは、英語のofに相当する前置詞di（ディ）がノビリアリー・パーティクルとして使われる場合がある。この場合、di以降に中世期の所領が入る場合が多い。例としては、『山猫』で知られる著述家Giuseppe Tomasi di Lampedusa（ジュゼッペ・トマージ・ディ・ランペドゥーサ）の場合、トマージが苗字でランペドゥーザが家の所領である。 ただし、イタリア系移民の子孫であるLeonardo DiCaprio（レオナルド・ディカプリオ）のように一般的にも使用が見られる前置詞である。また、前置詞diはイタリア語の正字法に基づいて変形することもある。例えば、diの後ろに男性複数の定冠詞iがある場合はdeiやde’になる。 例としてはLorenzo de’ Medici（ロレンツォ・デ・メディチ）などメディチ家の人々が知られている。そのほか、deというラテン語の形を残す前置詞はノルマン系貴族の子孫であることを示唆している場合もある。しかしやはり、diやda（英語のfromに相当）、その他それらの変形（del、della、dei、dal、dalla、dai等）も、しばしば名前の一部として使用されるので、貴族の血筋を示しているとは必ずしも限らない。
- オランダでは、人名によくvan（ファン）が使われるが、これはノビリアリー・パーティクルではない（詳しくはtussenvoegselを参照）。vanの付く苗字は貴族に限らず、どの社会階層にも広く分布している 。ただし、totやthoeなどの語（英語のatの意。ドイツ語のzuに相当）とともに使われた場合は、貴族の血筋と強く結びついていることが多い。例としては、van Voorst tot Voorst（ファン・フォールスト・トット・フォールスト）家などが挙げられる。前置詞totやthoeで示された地名は封建領主として所持していた地名となる。 ただし、注意せねばならないのは、多くのオランダの貴族の家系は非貴族の分家を持っており、貴族の本家と同じ苗字を共有していることが多いということである。そのため、二重姓は貴族であることを示してはいるがその関連性は弱くもある。多くの貴族も、その他の家も同様に二重姓を称している。
- ソマリアではAwというノビリアリー・パーティクルがある。これは、「名誉ある」「由緒ある」「卿」などといった意味である。イスラームの聖職者に対して、ソマリ族の居住区全土で使われる。歴史家G.W.B. Huntingfordが古代都市Amudの調査中、Awという接頭辞が多くの地についていることに気が付いたことが始まりである。例としては、ゲド州の地方知事Aw libaaxなどである。これは地方の聖人の終焉の地を示しているものである。
- ベルギーでは、de、derやvanなどの語がノビリアリー・パーティクルとして使われてはいるが、オランダの場合と同じく非貴族の苗字にも多く使われており、それ自体は貴族の証明とはならない。
- スウェーデンでは、af（アヴ）をノビリアリー・パーティクルとして使用している貴族の家系がある。これは前置詞avの1906年以前の表記であり、英語のofやドイツ語のvonと同義である。 また、ドイツ語と同じvon（フォン）を使う貴族の家系もある。例としては、博物学者Carl von Linné（カール・フォン・リンネ）などが挙げられる。なお、このafやvonなどの不変化詞は、地名とともに使うとは限らない。叙爵以前の姓にそのまま付けるだけということもよくある。 また、deという語を使う家系もある。 17世紀以降にワロニア（現ベルギー）より移住してきた家系が名乗っている。例としてはDe Geer（ドゥ・イェール）家、Du Rietz家、De Besche家などが挙げられる。
- フィンランドでは、スウェーデンやドイツと同じくafやvonなどが貴族の苗字に使用されている。
- タイでは、パーリ語由来のณ（ナ）が、国王より名乗ることを許された、かつての王朝や朝貢国との関係を示す語である[18]。例としては、ณ อยุธยา（ナ・アユタヤ）はチャクリー王家の王族と婚姻関係を結んだアユタヤ王家の子孫に許される名乗りである。また、敬称のศิริ（シリ）やศรี（シー）、พระ（プラ）なども多くのタイの貴族の名前に使われている。例としては、ラーマ5世の摂政を務めたสมเด็จเจ้าพระยาบรมมหาศรีสุริยวงศ์（ソムデット・チャオプラヤー・ボーロム・マハー・シー・スリヤウォン）などが挙げられる。プラはサンスクリット語のवर（ワラ）に由来する語で、「聖なる」や「素晴らしい」などといった意味である。カンボジアでも同義のព្រះ（プレア）が王名などに使用されており、例としてはព្រះ នរោត្តម សីហនុ（プレア・ノロードム・シーハヌ、日本語ではシハヌークとも）などが挙げられる。シリやシーといった語は、サンスクリット語のश्री（シュリー）に由来するが、東南アジア諸国で同語源の語が尊称として使用されている。例としては、マレーシアの多くの栄典に使われているSeri（スリ）という語なども同語源である。